# 潮風の消える海に
『潮風の消える海に』（しおかぜのきえるうみに）は、lightよりダウンロード版が2007年1月18日、パッケージ版が1月26日に発売された18禁恋愛アドベンチャーゲームである。
2011年7月29日には、PalaceよりUMD-PG版が発売された。

## 概要
神奈川県横浜市鶴見区の工業地帯を背景に、海に沈んだヨットを引き揚げて再生しようとする4人の仲間の友情や恋愛、家族に対する想いなどを描く物語である。鶴見線沿線が主な作品舞台となっており、実在の風景や駅などが作中に登場する。
恋愛アドベンチャーゲームだが、作中に選択肢は存在せず、攻略ヒロインも1人だけである。
2008年4月4日に発売されたセットパッケージ『light BOX 2008』には、本作品のVista対応版が収録された。

## ストーリー
（出典：）
無気力に日々を過ごしていた宮地進は、工業地帯の無人駅で偶然出会った東上浩介に、海に沈んだヨットを引き揚げて再生する計画を持ちかけられる。同じく偶然知り合った美潮や莉佳子も交えて、ヨットに明け暮れる進の毎日が始まる。

## 登場人物
（出典：）

### 主人公
宮地 進（みやち すすむ）
声：木島宇太
本作品の主人公。川崎国際1年。国道駅のそばに住む。両親が離婚したため父親と2人暮らしだが、その父親とよく喧嘩しては学校をサボって鶴見線に乗り、海芝浦駅で海を眺めている。自己評価が低く、無気力な毎日を過ごしている。
海芝浦駅で偶然出会った浩介の「海に沈んだヨットを引き揚げ、自分達の手で再生して、どこか知らない場所へ行く」という突拍子も無い計画に引きこまれ、ヨット修理とバイトに明け暮れる日々を送ることになる。

### ヒロイン
榎木田 美潮（えのきだ みしお）
声：安玖深音
聖ヨハネス1年。工業地帯で進と浩介が偶然出会った少女。美人だが気が強く、進のことをよく蹴っており、ヨットの修理作業現場に来ては様々な悪戯を仕掛けている。川崎の高級マンションに住み、ミッション系のお嬢様学校・聖ヨハネスに通う。クラスでは明るい人気者だが、両親が再婚しており（本人は母の連れ子）、家族に対しては複雑な想いを抱えている。

### サブキャラクター
東上 浩介（とうじょう こうすけ）
声：杉崎和哉
鶴見工業1年。素直でお人好しだが、時に無鉄砲で適当な天才肌。海に沈んだヨットの再生計画を進に持ちかける。工業系の知識を持ち、ヨットの修理作業でそれを活かしている。自宅は安善駅前にある。
椎木 莉佳子（ついき りかこ）
声：佐本二厘
聖ヨハネス1年で美潮の同級生。気さくで明るく穏やかな性格。進の家の近所にある飲み屋の一人娘で、母子家庭なので夜はいつも家業を手伝っている。育ちのせいか、周りの雰囲気や心情を読む事に長ける。美潮を通じて進と知り合い、ヨットの修理作業を手伝うようになる。浩介とは昔の学校で同級生だったが、彼女は憶えていた一方で浩介は忘れていた。

## スタッフ
- シナリオ：早狩武志
- 原画：ぽよよんろっく
- 音楽：樋口秀樹

## 主題歌
エンディングテーマ「セイリング」
作詞・作曲：樋口秀樹 / 歌：WHITE-LIPS
※公式サイトに歌詞が掲載、また各ミラーサイトでMP3データがダウンロード配布されている。